# Irene Adler
Irene Adler este un personaj literar fictiv creat de Sir Arthur Conan Doyle și care apare în povestirea Scandal în Boemia (publicată în iulie 1891). Ea este unul dintre personajele feminine cele mai cunoscute din seria Sherlock Holmes, în ciuda faptului că apare într-o singură povestire, și este reprezentată frecvent ca având un interes romantic pentru Holmes în lucrările derivate după textele cu Sherlock Holmes ale lui Conan Doyle.

## Biografia personajului
Conform povestirii "Scandal în Boemia", Irene Adler s-a născut în 1858 în New Jersey sau Chelsea, London. Ea a urmat o carieră de cântăreață de operă, ca o contralto sau soprano, activând pe scena casei de operă La Scala din Milano (Italia) și o perioadă ca primadonă a Operei Imperiale din Varșovia (Polonia), indicând faptul că ea era o cântăreață extraordinară (în realitate, nu exista o operă imperială la Varșovia). În timp ce la Varșovia ea era descrisă ca "o binecunoscută aventurieră" (un termen larg folosit în timp în asociere cu cel de "curtezană"). Adler s-a retras de pe scena operei înainte de a împlini 30 ani și s-a mutat la Londra.
La 20 martie 1888, conform povestirii, Wilhelm Gottsreich Sigismond von Ormstein, Mare Duce de Cassel-Felstein și rege ereditar al Boemiei, i-a făcut o vizită incognito lui Holmes la Londra. El i-a cerut detectivului să recupereze o fotografie compromițătoare deținută de Adler. 
Monarhul domnea la Praga dar, în 1883, el a făcut "o vizită îndelungată la Varșovia" unde a cunoscut-o pe "binecunoscuta aventurieră Irene Adler." Cei doi au devenit iubiți; după aceea, Adler a păstrat o fotografie în care apar amândoi. Regele de 30 ani îi explică lui Holmes că intenționează să se căsătorească cu Clotilde Lothman von Saxe-Meningen (un personaj nevăzut), a doua fiică a regelui Scandinaviei; căsătoria ar fi amenințată dacă ar fi dezvăluită relația sa anterioară cu Irene Adler. Potrivit regelui, ea avea "chipul celei mai frumoase dintre femei și mintea celui mai hotărât dintre bărbați". 
Folosindu-se de abilitatea sa considerabilă de deghizare, Holmes a urmărit mișcările ei și s-a informat cu privire la viața ei privată. Ea se căsătorise la Biserica "Sf. Monica" din Londra cu avocatul Godfrey Norton. El a plănuit apoi un incident fals pentru a produce o diversiune care i-ar permite să observe unde-și ascunde fotografia Irene Adler. Ea l-a depistat pe Holmes deși acesta era deghizat; dar înainte de aceasta, ea l-a tratat, ca o presupusă victimă a unei infracțiuni petrecute în afara casei sale, cu grijă și amabilitate spontană.
Când el s-a întors pentru a recupera fotografia, a găsit-o pe Adler plecată în Europa, împreună cu noul ei soț și cu bunurile ei. I-a lăsat o scrisoare lui Holmes, explicând modul în care ea l-a păcălit, dar spunându-i, de asemenea, faptul că ea era fericită cu noul ei soț care avea sentimente mai onorabile decât fostul ei iubit și nu-l va compromite pe acesta, cu condiția ca regele să nu încerce nimic împotriva ei în viitor.

## Surse de inspirație

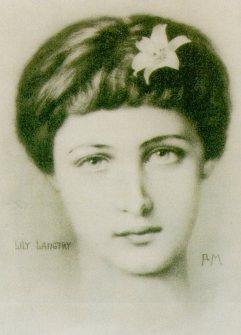
Lillie Langtry, o posibilă sursă de inspirație a personajului Irene Adler

## Relația lui Holmes cu Irene Adler

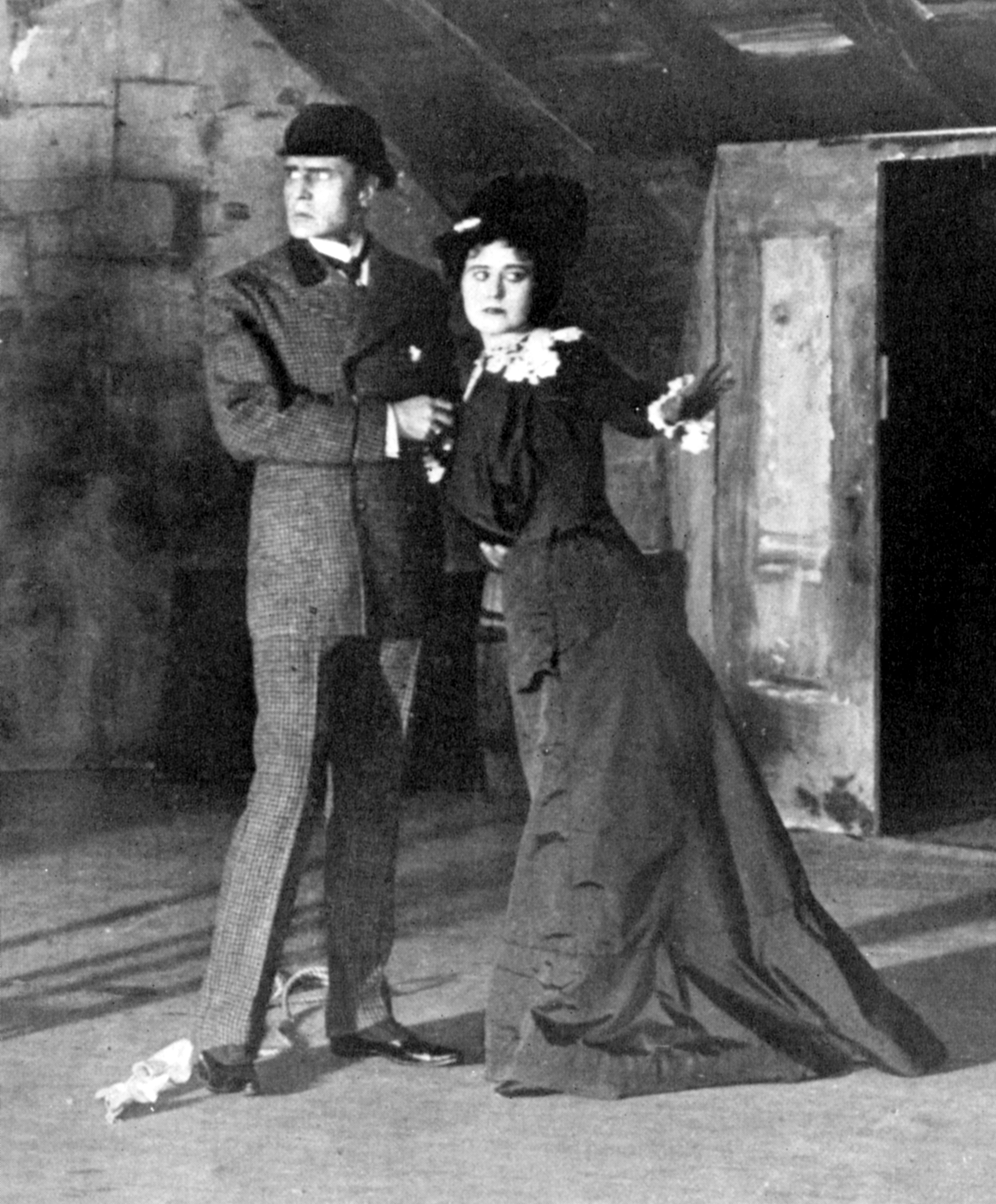
William Gillette ca Holmes și Katherine Florence ca Alice Faulkner în producția din 1899 a piesei Sherlock Holmes